# فيرخوزيم (بينزا)
فيركوزيم (بالروسية: Верхозим) هي مدينة في مقاطعة بانزا أوبلاست في روسيا.
يبلغ عدد سكانها حوالي 1791 نسمة.